# TMN final live LAST GROOVE
『TMN final live LAST GROOVE』（ティーエムエヌ・ファイナル・ライブ・ラスト・グルーヴ）は1994年8月11日にリリースされたTMNの2組目となるライブ・アルバム。

## 解説
先行発売された同タイトルのVHS版リリースの10日後に本作がリリース。TMN終了ライブの模様を収録しているが、収録時間の関係上、全曲ではなく抜粋という形になっている。終了ライブは2日公演され、1日目と2日目では「GET WILD '89」以外の曲目が全て異なっている。1日目を5.18に、2日目を5.19にそれぞれ収録。
5.19はスタジオ音源が市販されていない「TIMEMACHINE」を収録しており、貴重なテイクである。この時のバージョンが非常に有名になったせいか、再始動後の演奏も3人で行っており、メンバーだけでの演奏というイメージがついている。
ライブならではのアクシデントやミスは、オーバーダビングや差し替えなどによる修正をせずに、そのまま収録されている。5.18の「ACCIDENT」では、音色の切り替えミスをしている。また同じ5.18の「ELECTRIC PROPHET」では、演奏の序盤で打ち込みと手弾きの演奏が徐々にずれてくるのが分かる。しかしその後、打ち込みのリズムはフェードアウトして、ドラマーがハイハットでリズムを刻んでいる、という様に、ベテランのサポートメンバーにより上手くフォローされている。またイントロから3コーラス目終わりまでは小室哲哉がピアノをシンセサイザーで演奏しているが、大サビ前の間奏からストリングス系の音色に切り替え、代わりに木根尚登が電子ピアノで演奏をしている。このパターンはこの時の演奏のみである。
木根尚登はこのライブの前にサッカーの試合でオーバーヘッドキックをトライするが失敗に終わり、腰骨を折ったまま出演をしている旨を「LIVE HISTORIA on TV」で出演した際に語っている。

## 再発売
2014年9月24日にはリマスター&高品質CD『Blu-spec CD2』で2枚組「TMN final live LAST GROOVE 5.18/19」として再発売された。

## 収録曲

### TMN final live LAST GROOVE 5.18
| #         | タイトル                                    | 作詞       | 作曲               | 編曲                                            | 時間  |
| --------- | ------------------------------------------- | ---------- | ------------------ | ----------------------------------------------- | ----- |
| 1.        | 「金曜日のライオン (Take it to the lucky)」 | 小室哲哉   | 小室哲哉           | 小室哲哉                                        | 6:40  |
| 2.        | 「NERVOUS」                                 | 川村真澄   | 小室哲哉           | 小室哲哉                                        | 5:37  |
| 3.        | 「ACCIDENT」                                | 松井五郎   | 小室哲哉           | 小室哲哉                                        | 5:10  |
| 4.        | 「LOVE TRAIN」                              | 小室哲哉   | 小室哲哉           | 小室哲哉                                        | 6:02  |
| 5.        | 「1/2の助走」                               | 西門加里   | 木根尚登           | 小室哲哉                                        | 5:21  |
| 6.        | 「CONFESSION」                              | 西門加里   | 木根尚登           | 小室哲哉                                        | 5:06  |
| 7.        | 「COME ON LET'S DANCE」                     | 神沢礼江   | 小室哲哉           | 小室哲哉                                        | 4:28  |
| 8.        | 「GET WILD '89」                            | 小室みつ子 | 小室哲哉           | Additional Production and Mixed by Pete Hammond | 8:24  |
| 9.        | 「SELF CONTROL」                            | 小室みつ子 | 小室哲哉           | 小室哲哉                                        | 6:26  |
| 10.       | 「ELECTRIC PROPHET」                        | 小室哲哉   | 小室哲哉・木根尚登 | 小室哲哉                                        | 12:52 |
| 合計時間: | 合計時間:                                   | 合計時間:  | 合計時間:          | 合計時間:                                       | 66:06 |

### TMN final live LAST GROOVE 5.19
| 全編曲: 小室哲哉。 |                                |            |           |       |
| #                  | タイトル                       | 作詞       | 作曲      | 時間  |
| 1.                 | 「1974」                       | 西門加里   | 小室哲哉  | 4:54  |
| 2.                 | 「WILD HEAVEN」                | 小室みつ子 | 小室哲哉  | 5:19  |
| 3.                 | 「RHYTHM RED BEAT BLACK」      | 坂元裕二   | 小室哲哉  | 6:44  |
| 4.                 | 「HUMAN SYSTEM」               | 小室みつ子 | 小室哲哉  | 5:47  |
| 5.                 | 「TIME TO COUNT DOWN」         | 小室みつ子 | 小室哲哉  | 5:39  |
| 6.                 | 「69/99」                      | 坂元裕二   | 小室哲哉  | 6:03  |
| 7.                 | 「DIVE INTO YOUR BODY」        | 小室みつ子 | 小室哲哉  | 6:21  |
| 8.                 | 「THE POINT OF LOVERS' NIGHT」 | 小室哲哉   | 小室哲哉  | 10:09 |
| 9.                 | 「NIGHTS OF THE KNIFE」        | 小室みつ子 | 小室哲哉  | 10:31 |
| 10.                | 「TIMEMACHINE」                | 小室哲哉   | 木根尚登  | 4:17  |
| 合計時間:          | 合計時間:                      | 合計時間:  | 合計時間: | 65:44 |

## スタッフ・クレジット

### TMN
- 小室哲哉
- 宇都宮隆
- 木根尚登

### サポートメンバー
- 葛城哲哉・北島健二：エレクトリック・ギター
- 阿部薫・山田亘：ドラムス、パーカッション
- 久保こーじ：マニピュレーター